# Kuibyschewski Saton
Kuibyschewski Saton (russisch Ку́йбышевский Зато́н; tatarisch Куйбышев Затоны Kuybışev Zatonı) ist eine Siedlung städtischen Typs in Russland mit 2677 Einwohnern (Stand 14. Oktober 2010).

## Lage
Die Siedlung befindet sich im Rajon Kamsko-Ustinski in der Republik Tatarstan und ist ca. 8 km vom Verwaltungszentrum Kamskoje Ustje entfernt. Sie liegt am westlichen Ufer der zum Kuibyschewer Stausee angestauten Wolga, auf Höhe des Kama-Zuflusses, rund 70 km südlich der Republikhauptstadt Kasan.

## Geschichte
Kuibyschewski Saton entstand als Arbeitersiedlung unter dem früheren Namen Spasski Saton. Beim Anlegen des Kuibyschewer Stausees wurde die ursprüngliche Siedlung, die sich auf der östlichen Seite der Wolga befand, überflutet und auf der westlichen Seite neu aufgebaut.
| Jahr | Einwohner |
| ---- | --------- |
| 1939 | 4709      |
| 1959 | 4398      |
| 1970 | 3254      |
| 1979 | 3171      |
| 1989 | 2922      |
| 2002 | 2914      |
| 2010 | 2677      |

Anmerkung: Volkszählungsdaten

## Bildung, Wirtschaft und Infrastruktur
- Im Ort befindet sich eine Gesamtschule.
- Die Siedlung hat eine Anlegestelle für die Wolga-Passagierschifffahrt und ist an eine Buslinie angeschlossen.